# Angelo D'Agostino
Angelo d'Agostino (Regalbuto, 21 novembre 1907 – Racalmuto, 5 marzo 1978) è stato un politico italiano.

## Biografia
Insegnante, viene eletto nelle file del Partito Comunista Italiano alla Camera dei deputati nella I Legislatura.